# Provincia di Bongará
La provincia di Bongará è una provincia del Perù, situata nella regione di Amazonas.

## Geografia antropica

### Suddivisioni amministrative
È divisa in 12 distretti:
- Jumbilla
- Corosha
- Cuispes
- Chisquilla
- Churuja
- Florida
- Jazán
- Recta
- San Carlos
- Shipasbamba
- Valera
- Yambrasbamba